# Bucegigebergte
Het Bucegigebergte ligt aan de oostelijke kant van de Zuidelijke Karpaten of Zevenburgse Alpen.
Aan de oostkant dalen zeer steile flanken af naar de populaire toeristenplaatsen Bușteni en Sinaia in de Prahova-vallei.
Aan de westkant bevindt zich de Bran Corridor, het Leaota gebergte en de Piatra Craiului.
Direct ten noorden ligt de stad Brașov en het skigebied Poiana Brașov.
Het gebergte is een natuurpark.
Volgens de overlevering woonde op deze heilige berg van de Daciërs (Kogainon) de mythische figuur Zalmoxis in een grot.

## Toerisme
Het Bucegigebergte is eenvoudig via de autoweg DN1 vanuit Boekarest te bereiken.
Mede daardoor is het het meest ontwikkelde en drukst bezochte gebergte in Roemenië.
- Vanuit Sinaia gaan diverse kabelbanen, stoeltjesliften en skiliften de bergen in.
- Er zijn meerdere berghutten in het massief. De hoogste, tevens de hoogst gelegen in de Karpaten en de hoogste permanent bewoonde plaats in Roemenië, is de Cabana Omu op 2505 m.
- De 'Sfinx' en 'Babele' zijn de meest bekende rotsformaties van het gebied.
- Koning Carol I liet in 1873 in Sinaia een zomerpaleis (Kasteel Peleș) bouwen.
- Tussen de Bucegi en het Piatra Craiuluigebergte ligt de Branpas. Dit was in het verleden lange tijd een belangrijke grensovergang tussen Walachije en Transsylvanië. Hier vindt men het kasteel Bran, wat (ten onrechte) bekendstaat als het kasteel van Vlad Dracula (Vlad Țepeș) .

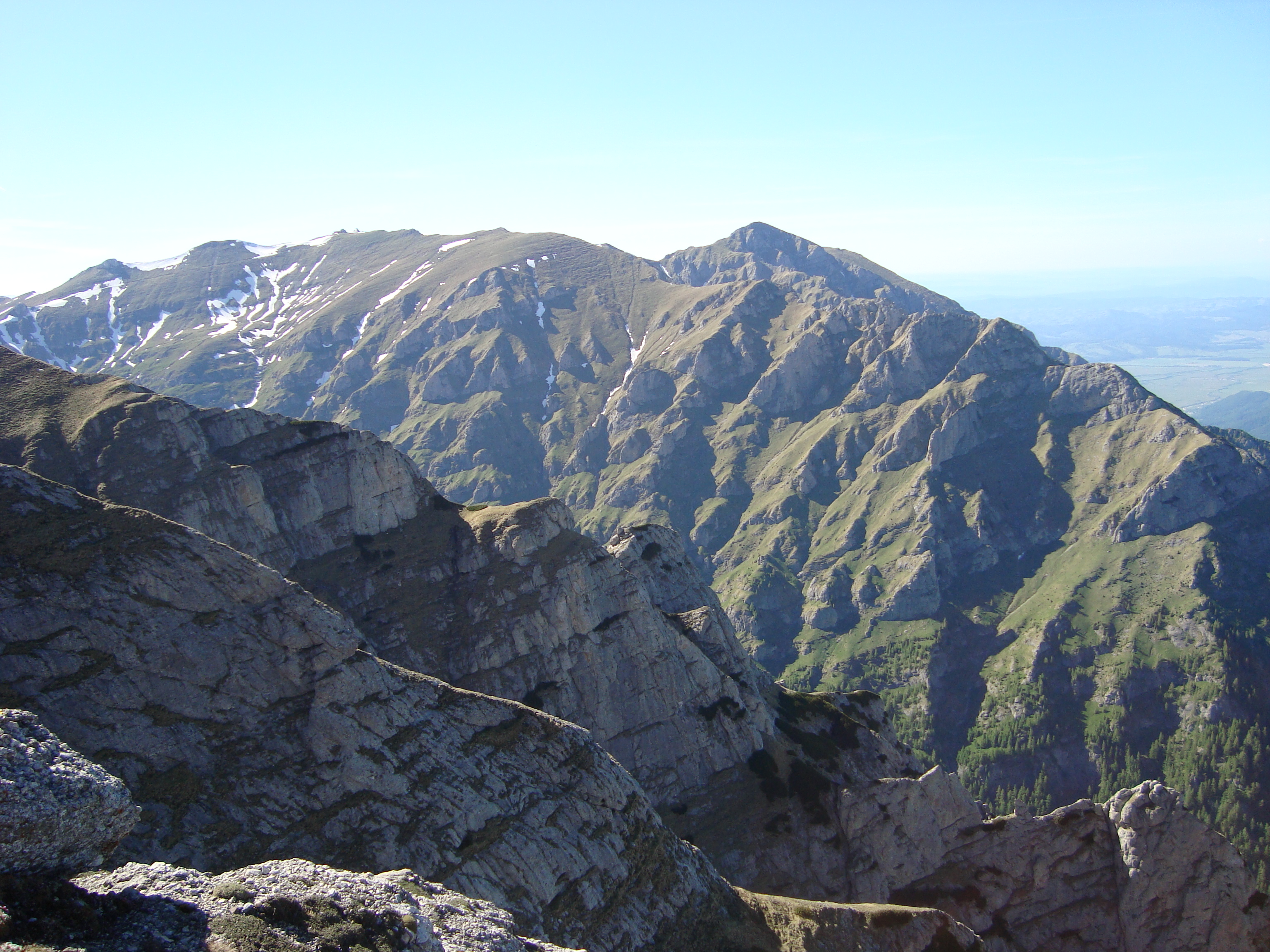
Bucegi gebergte in de vroege zomer
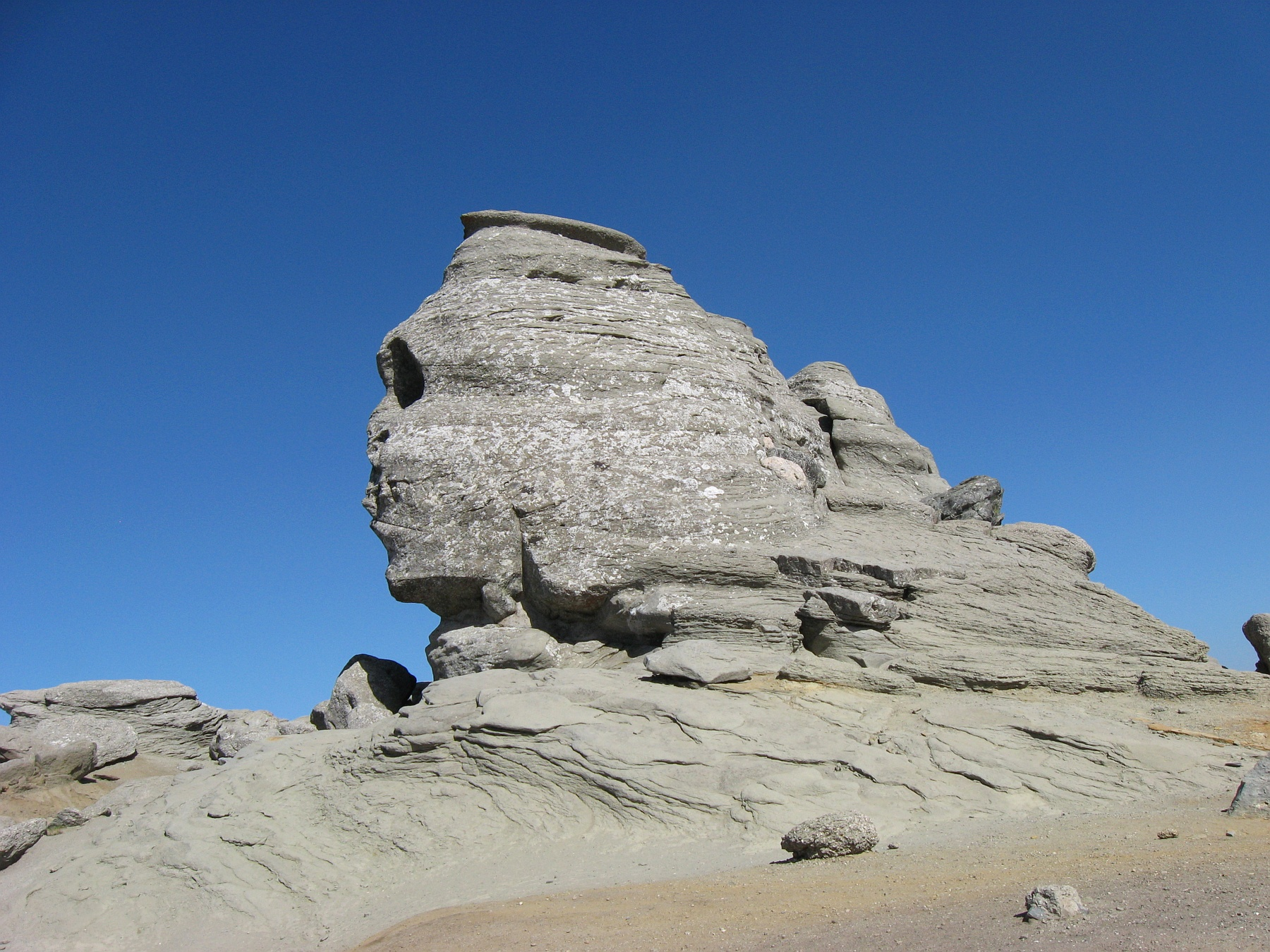
Sfinx
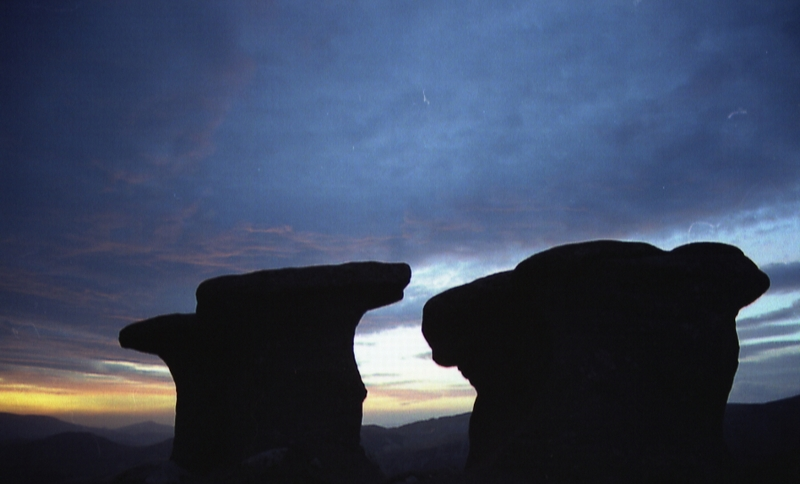
Babele
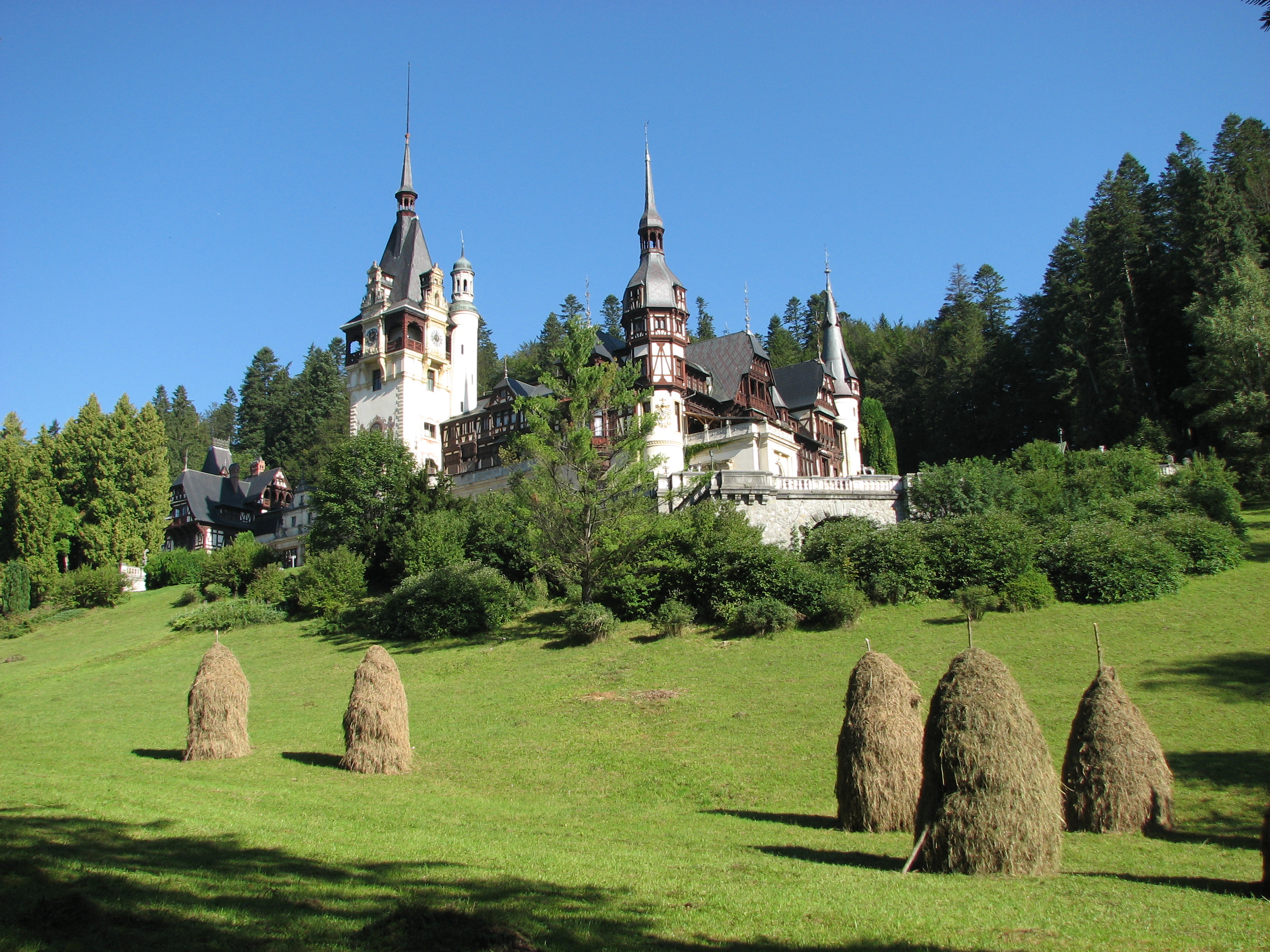
Peles

## Nationaal Park Bucegi
Wetenschappelijk onderzoek aan het begin van de vorige eeuw heeft geleid tot de oprichting van het nationaal park in 1943.
Het heeft een oppervlakte van 35.700 hectare in de districten Arges, Brasov, Dambovita en Prahova.

## Gebergtegroepen
De Bucegi gebergtegroep is een van de vier hoofdgroepen van de Zuidelijke Karpaten. Zij wordt verder onderverdeeld in 3 subgroepen:

### Bucegi
Het Bucegigebergte wordt in dit artikel beschreven.

### Leaota
Het Leaota gebergte is een klein voornamelijk bebost massief gelegen tussen de Piatra Craiului en het Bucegigebergte.
De top is 2133m hoog.

### Piatra Craiului
De Piatra Craiului (rots van de koning) bestaat uit een smalle kalkformatie van ongeveer 25 kilometer lang. De hoogste top heet La Om op 2238 meter.

## Trivia
Bucegi is een nationaal biermerk dat door Heineken in Roemenië wordt gebrouwen.